# Ачехская партия
Ачехская партия (индон. Partai Aceh) — региональная политическая партия Индонезии. Неоднократно участвовала в выборах в провинции Ачех и является одной из крупнейших партий в Совете народных представителей.

## История
Партия ранее была известна под названием «Свободный Ачех», представлявшим из себя группировку повстанцев, которые вели войну за независимость Ачеха с 1976 по 2005 год. Многие из лидеров партии были высокопоставленными фигурами в «Свободном Ачехе», в том числе ее председатель Музакир Манаф, бывший командир военного крыла группировки.

### Выборы 2009 года
Партия участвовала в выборах в законодательные органы 2009 года в Ачехе, предполагалась её победа минимум в 15 из 21 округа провинции. Партия поставила цель набрать 70 % голосов избирателей в Ачехе. В ходе предвыборной кампании партийные здания и автотранспорт подвергались нападениям, в том числе с применением гранат и бомб. По членам партии был открыт огонь из огнестрельного оружия. Несколько раз военнослужащие индонезийских вооружённых сил опускали флаги партии Ачех.
Партия набрала 46,91 % голосов в провинции, что стало наилучшим результатом, обойдя как местные, так и национальные партии. Этого было достаточно, чтобы получить 33 из 69 мест в Совете народных представителей Ачеха.

### Выборы 2012 года
В 2012 году Зайни Абдулла из Ачехской партии был избран губернатором, получив 55,9 % голосов избирателей.

### Выборы 2014 года
Партия участвовала в парламентских выборах в Индонезии, но только в провинции Ачех. Несмотря на оптимистичные заявления о том, что планируется получить от 60 до 70 % голосов ачехцев во время избирательной кампании, количество голосов избирателей резко снизилось до 35,3 %, хотя этого было достаточно для большинства. Одной из причин падения количества голосов избирателей стал внутрипартийный конфликт, начавшийся в феврале 2011 года, в результате которого несколько членов партии ушли, чтобы создать «Ачехскую национальную партию». Ачехская партия получила 29 из 81 места в Совете народных представителей.